# Catedrală
Catedrala (în latină cathedralis, în franceză cathédrale) este o biserică centrală într-un oraș, de mari dimensiuni, unde serviciul divin este oficiat de obicei de ierarhul locului (fie el episcop, arhiepiscop, mitropolit, cardinal, patriarh sau un sobor etc. ). Catedrala este biserica principală a unei eparhii/dieceze. Fiecare eparhie are deci, oficial, o singură biserică cu funcție de catedrală, restul fiind doar biserici.
Datorită faptului că în creștinismul originar fiecare oraș/cetate avea episcopul său, uneori biserica principală dintr-un oraș mare este numită "catedrală", chiar dacă ea nu are această funcție, orașul respectiv nefiind centrul eparhiei în care se află. 
Cuvântul catedrală provine din cuvântul latin "cathedra" care înseamnă scaun sau loc de stat. El se referă la prezența scaunului sau tronului episcopului în interiorul catedralei.

## Imagini

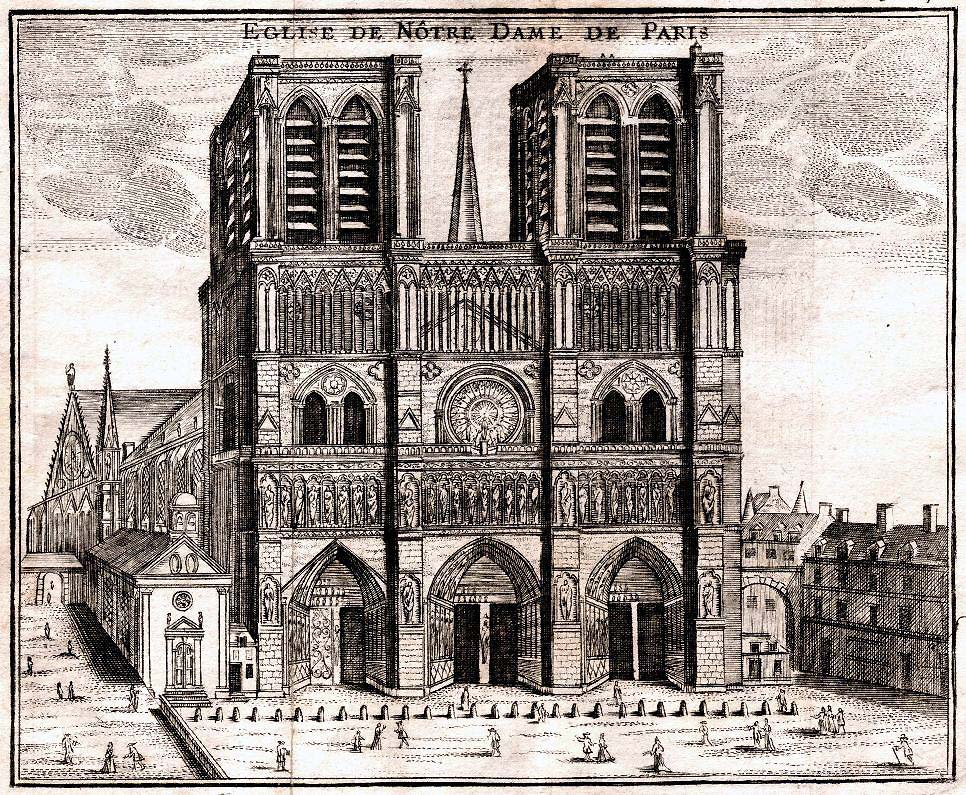
Catedrala Notre-Dame de Paris 1776
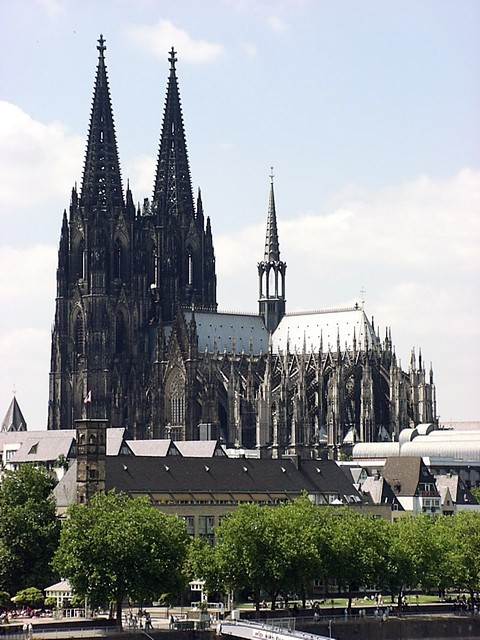
Domul din Köln
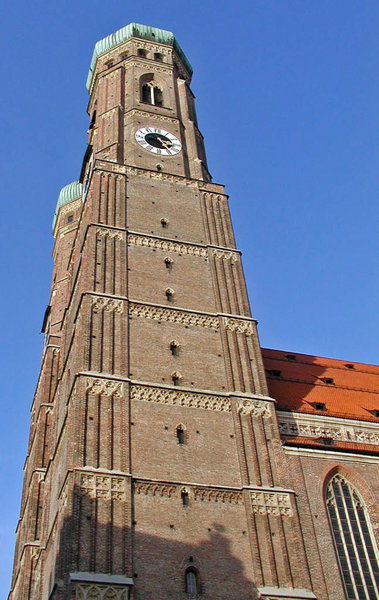
Turnul catedralei Frauenkirche in München
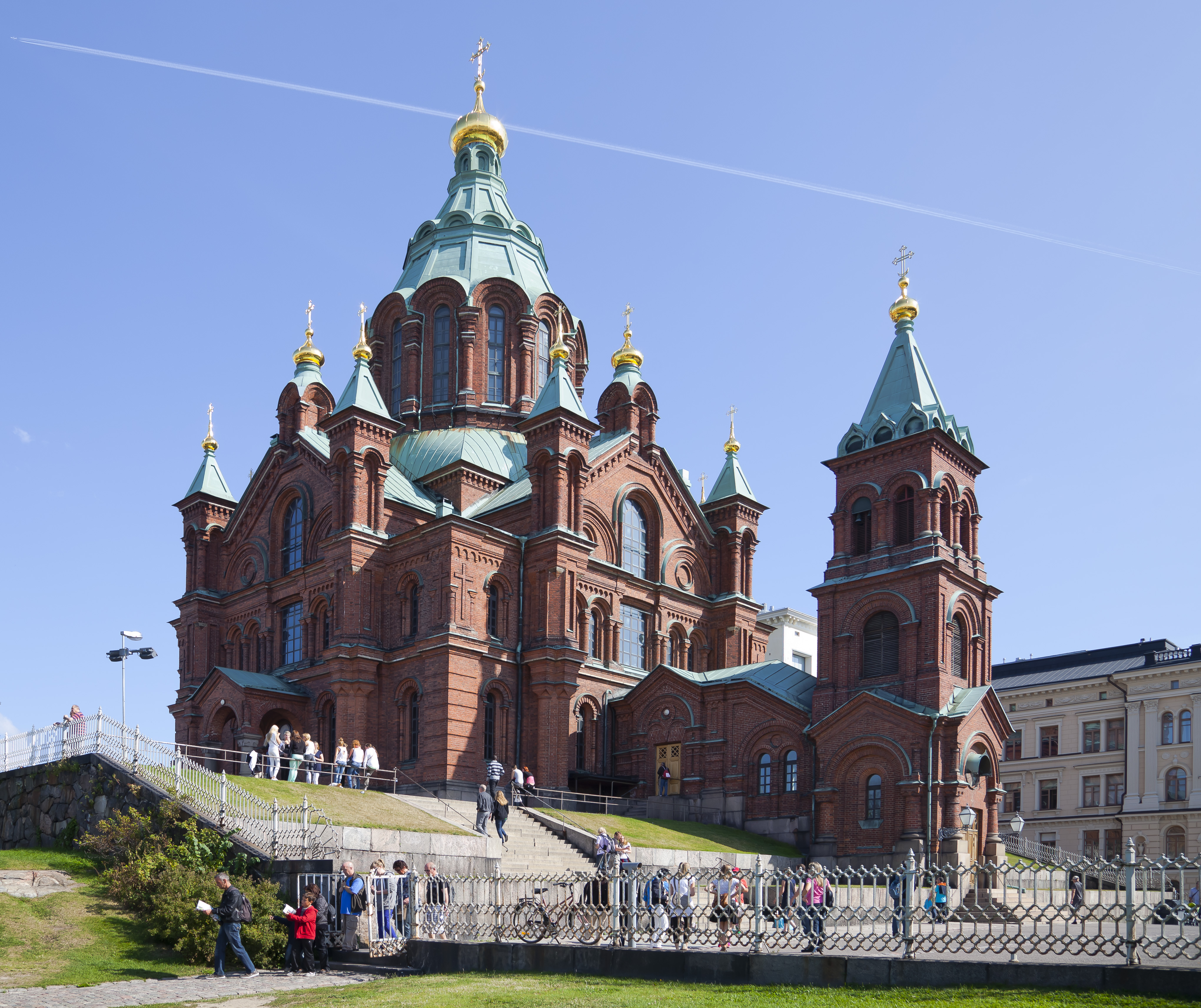
Catedrala Uspenski din Helsinki
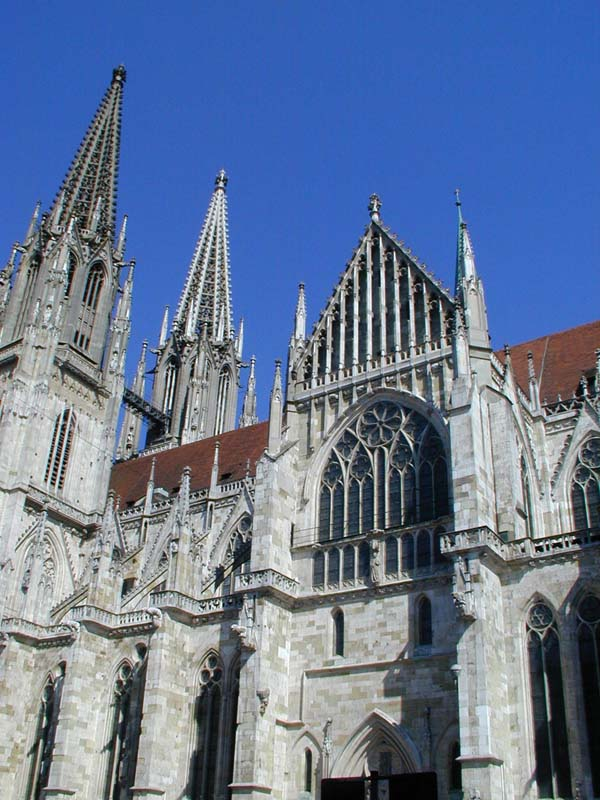
Dom St. Peter, Regensburg
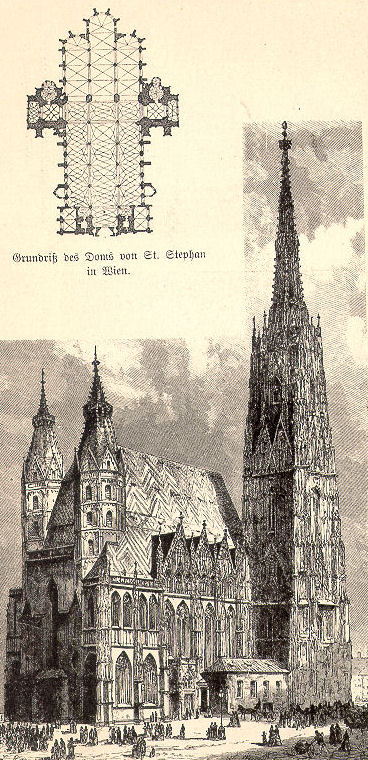
Domul Sf. Ştefan din Viena